# Баддл, Адам
Адам Баддл (англ. Adam Buddle, 1660—1715) —  английский священнослужитель и ботаник.
Родился в небольшой деревне Deeping St James, расположенной поблизости от Питерборо. Начальное образование получил в школе Вудбридж, продолжил обучение в колледже Святой Екатерины, в Кембридже, где он в 1681 году получил степень бакалавра, а четыре года спустя степень  MA.
Известно, что в 1703 году он был рукоположен в Церковь Англии, когда проживал в Северном Фамбридже, недалеко от городка Молдон в Эссексе. Подробности его жизни между окончанием обучения и рукоположением неясны, хотя известно, что он проживал в окрестностях Хэдли, и что он был известен как знаток мхов. В этот период, в 1695 году, он женился на Elizabeth Eveare с которой у него появилось двое детей. Состоял в переписке с ботаниками Doody и Петивером, которым он отправлял свои коллекции трав и мхов, лучшие на тот момент в королевстве. Впоследствии образцы были переданы Турнефору.
Баддл создал совершенно новую и полную английскую Флору, которую завершил в 1708 году, но работа так никогда не была опубликована; оригинальная рукопись хранится как часть Слоановской коллекции в Музее естественной истории в Лондоне. Его гербарий, также хранится в Британском музее как часть коллекции Слоана. В конце жизни был назначен служить в часовне Грейс-Инн где умер 15 апреля 1715 года и был похоронен в церкви St Andrew на улице Холборн в Лондоне.
Карл Линней назвал в его честь род цветковых растений Buddleja.